# (65692) Trifu
(65692) Trifu  es un asteroide perteneciente al cinturón de asteroides, descubierto el 12 de septiembre de 1991 por  Lutz Dieter Schmadel y Freimut Börngen desde el Observatorio Karl Schwarzschild, en Alemania.

## Designación y nombre
Trifu se designó inicialmente como 1991 RH3.
Más adelante, en 2015 fue nombrado por Cezar I. Trifu (nacido en 1954), nacido en Rumanía, estudia la física de las fuentes sísmicas y la sismicidad inducida como científico principal y profesor adjunto en la Queen's University de Canadá. Es autor de numerosos artículos y libros. Trifu también es un operador de radio de onda corta de fama mundial.

## Características orbitales
Trifu orbita a una distancia media del Sol de 2,547 ua, pudiendo acercarse hasta 2,051 ua y alejarse hasta 3,043 ua. Tiene una excentricidad de 0,195 y una inclinación orbital de 6,282° grados. Emplea en completar una órbita alrededor del Sol 1484,62 días.

## Características físicas
Su magnitud absoluta es 15,94. Tiene 4,663 km de diámetro. Su albedo se estima en 0,051.